# Шагайда Степан Васильович
Степа́н Васи́льович Шагайда́ (справжнє прізвище — Шагадин, 9 січня 1896, с. Білоголови, нині Тернопільського району Тернопільської області — 20 січня 1938, м. Київ) — український актор театру і кіно.

## Життєпис
Належав до родини українських переселенців  Шагадинів з Угорщини з-під м. Сегед, від назви якого, за деякими даними, походило їхнє прізвище. Через нестатки актор, який був найстаршою дитиною в сім'ї, не зміг закінчити початкової школи. У1909 р. родина в пошуках заробітків переїхала до с. Деветин у Боснії-Герцеговині. Співав у церковному хорі в Деветині. 1912 був запрошений служкою до церкви св. Юра у Львові. Два роки провів послушником у Почаївській лаврі. В монастирській іконописній майстерні навчався малярства.1914, переховуючись від австро-угорської мобілізації, переїхав до Росії.
У 1915-18 рр. працював санітаром, дезінфектором і комірником в організації Всеросійського Земського союзу, столяром котельноливарного заводу у Москві.  Після повернення в Україну у квітні 1918 року  вступив до 1 сотні Богданівського полку Січових стрільців.  В період гетьманщини служив в особистій охороні гетьмана Скоропадського. 1920  вступив добровольцем до Червоної армії. Брав участь у полковому драматичному та хоровому гуртках. Після розформування полку 1922 року, за сприяння армійського знайомого Олекси Лазоришака, вступив до театральної студії «Березіль», де  навчався акторської майстерності.
На сцені театру «Березіль» створив героїчні, характерні й комедійні образи.  Запам'ятався сучасникам вже з першої ролі у виставі «Газ»: «Височенний Шагайда… у монолозі Сина височів над масою, що слухала його, і немов надихав її…» Серед інших сценічних робіт того періоду: диякон Гордій («Вендетта»), Зава-проноза («Шпана»), пан і поліцейський («За двома зайцями»), Сірий Вовк («Жакерія»). Після переїзду театру до Харкова восени 1926 р. створив ряд образів у виставах «Пролог» Л. Курбаса і С. Бондарчука «Бронепоїзд 14 — 69» за п'єсою Вс. Іванова, «Король бавиться» В. Гюго, «Сава Чалий» І. Карпенка-Карого.  
Влітку 1928 р. залишив театр, щоб  працювати у кіно. У 1927—1930 рр. на Одеській кіностудії знявся у фільмах «Дитина з лісу», «Перлина Семираміди», «Крокувати заважають», «Охоронець музею», «Перекоп»; «Тобі дарую», «П'ять наречених». 1930 року виконав головну роль в історичній драмі «Кармелюк», постановку якої  Ф.Лопатинським розпочав на Одеській студії, а завершив  на Київській кінофабриці. Разом зі знімальною групою Шагайда переїхав до Києва, де продовжив працювати наступні роки.
1927–1937 знявся в 26 художніх фільмах Одеської і Київської кіностудій (реж. Іван Кавалерідзе, Ф. Лопатинський, Іван Пир'єв та інші).
Автор спогадів про Олександра Довженка «Моя робота в „Аерограді“», віршів. Товаришував і співпрацював із Лесем Курбасом, на честь якого назвав сина, зі Степаном Шкуратом, з яким вони разом знялись у кількох стрічках.
Незаконно репресований. Розстріляний 20 січня 1938. Реабілітований посмертно у 1958.

## Театральні ролі
1922–1928 опановував сценічне мистецтво в драматичній студії; актор театру «Березіль» (м. Київ, від 1926 — м. Харків), учень Леся Курбаса. Ролі в театрі:
- Лавро («Комуна в степах» М. Куліша),
- Шмигельський («Сава Чалий» І. Карпенка-Карого),
- Сірий Вовк («Жакерія» П. Меріме) та інші.

## Фільмографія
Знімався у фільмах:
- «Вендетта» (1924, диякон Гордій),
- «Вася-реформатор» (1926, Митько Куций),
- «Людина з лісу» (1927, інженер Грей),
- «Перлина Семіраміди» (1928, запорожець Чапіра),
- «Охоронець музею» (1929, комісар),
- «П'ять наречених» (1929, петлюрівський офіцер),
- «Тобі дарую» (1929, партизан),
- «Мертва петля» (1929, епізод),
- «Перекоп» (1930, уповноважений центру Артем),
- «Крокувати заважають» (1930, професор Грабар),
- «Кармелюк» (1931, Кармелюк),
- «Іван» (1932, батько Івана),
- «Кришталевий палац» (1934, архітектор Мартін Бруно),
- «Останній порт» (1934, адмірал),
- «Аероград» (1935, Степан Глушак),
- «Справжній товариш» (1936, директор школи),
- «Запорожець за Дунаєм» (1937, козак Степан),
- «Багата наречена» (1938, перукар Сидір Бараба) та ін.

## Пам'ять
У місті Тернопіль ім'ям С.Шагайди названо вулицю.
У 2021 його доля представлена на фотодокументальній виставці про репресованих театральних діячів «Імена, викреслені з афіш», що експонується при вході на територію Національного історико-меморіального заповідника «Биківнянські могили».